# Gauntlet III: The Final Quest
Gauntlet III: The Final Quest, kortweg Gauntlet III, is een videospel voor diverse platforms. Het spel werd uitgebracht in 1991. 

## Platforms
| Platform     | Jaar |
| ------------ | ---- |
| Amiga        | 1991 |
| Amstrad CPC  | 1991 |
| Atari ST     | 1991 |
| Commodore 64 | 1991 |
| ZX Spectrum  | 1991 |

## Ontvangst
| Beoordeeld door | Platform | Jaar | Score |
| --------------- | -------- | ---- | ----- |
| Amiga Action    | Amiga    | 1991 | 84%   |
| Amiga Joker     | Amiga    | 1991 | 72%   |
| ST Format       | Atari ST | 1992 | 48%   |
| Power Play      | Amiga    | 1991 | 46%   |